# Academia de Bellas Artes de Varsovia

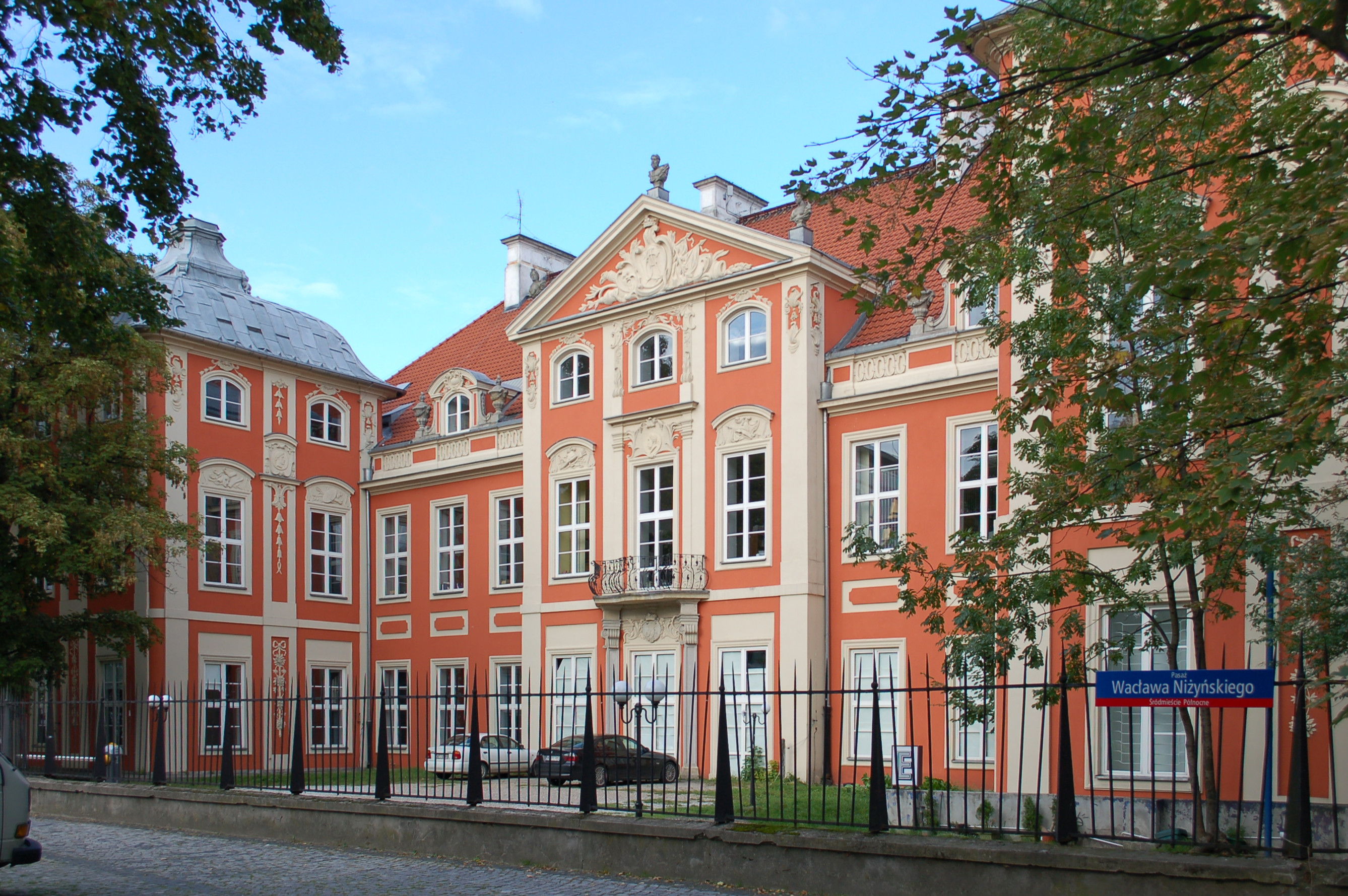
El edificio de Academia - el Palacio de Czapski.

La Academia de Bellas Artes de Varsovia (polaco: Akademia Sztuk Pięknych w Warszawie) - es una escuela superior en Varsovia. Fue inaugurada en 1844 como La Escuela de Bellas Artes (polaco: Szkoła Sztuk Pięknych). Fue cerrada en 1864, durante el Levantamiento de Enero. Fue luego reinaugurada en 1904. Desde 1932 su nombre cambia al actual: Akademia Sztuk Pięknych.
Estudiantes y profesores notables:
- Tadeusz Breyer
- Xawery Dunikowski
- Wojciech Gerson
- Józef Gosławski
- Roman Opalka
- Antoni Słonimski
- Eugeniusz Geno Malkowski
- Héctor Ponce de León